# Anchariidae
Anchariidae è una famiglia di pesci ossei d'acqua dolce appartenente all'ordine Siluriformes.

## Distribuzione e habitat
Gli Anchariidae sono endemici delle acque dolci del Madagascar.

## Descrizione
Il corpo è relativamente tozzo. 3 paia di barbigli.
Sono pesci di dimensioni medio-piccole, comprese tra i 12 e i 24 cm.

## Specie
- Genere Ancharius
  - Ancharius fuscus
  - Ancharius griseus
- Genere Gogo
  - Gogo arcuatus
  - Gogo atratus
  - Gogo brevibarbis
  - Gogo ornatus[2]